# Vlag van Zuidwolde

Vlag van Zuidwolde
(1976-1998)

De vlag van Zuidwolde werd in april 1981 bij raadsbesluit vastgesteld als de gemeentelijke vlag van de Drentse gemeente Zuidwolde. De vlag kan als volgt worden beschreven:
Geel met een kruis, waarvan de armen naar de bovenzijde, de broekzijde en de onderzijde een gelijke lengte hebben; het kruis is over het snijpunt der armen gekwartileerd van rood en groen; de armen hebben een dikte gelijk aan 1/5 van de vlaghoogte; het kruis is in de bovenhals vergezeld van een zwarte adelaar en in de broekhoek van een groen eikeblad; beide figuren hebben een hoogte gelijk aan 3/10 van de vlaghoogte.
De kleuren en het motief van de vlag zijn ontleend aan het gemeentewapen. Het kruis en het eikenblad staan voor de oude naam van de gemeente (Kerkenbos); de adelaar staat voor de drie adelaars uit het wapen; het eikenblad heeft zijn natuurlijke kleur gekregen. De andere kleuren zijn zodanig gerangschikt, dat een harmonieus geheel is verkregen. Het ontwerp was van J.F. van Heijningen.
In 1998 ging Zuidwolde op in de gemeente De Wolden. Hierdoor kwam de gemeentevlag te vervallen.

## Verwant symbool

Wapen van Zuidwolde

Anloo 
· Beilen 
· Borger 
· Dalen 
· Diever 
· Dwingeloo 
· Eelde 
· Gasselte 
· Gieten 
· Havelte 
· Nijeveen 
· Norg 
· Odoorn 
· Oosterhesselen 
· Peize 
· Roden 
· Rolde 
· Ruinen 
· Ruinerwold 
· Schoonebeek 
· Sleen 
· Smilde 
· Vledder 
· Vries 
· Westerbork 
· de Wijk 
· Zuidlaren 
· Zuidwolde 
· Zweeloo